# Luis Otero Pimentel
Luis Otero y Pimentel (Outeiro, Portodemouros, Villa de Cruces, Galicia; 3 de septiembre de 1834 - Cádiz; 1920) fue un militar y político español. 

## Biografía
Fue coronel del ejército español y Gobernador de la provincia de Manzanillo (Cuba).
En 1886 publicó en La Habana la novela Semblanzas caballerescas o las nuevas aventuras de Don Quijote de la Mancha, en la cual se relata un viaje de Don Quijote y Sancho Panza a Cuba a fines del siglo XIX y las aventuras que allí les ocurren.
En 1898, en plena guerra de Cuba, escribió un libro de poesía en gallego titulado As Campanas de Duxame, dedicado a la parroquia de Duxame, lindante con su lugar natal.
También publicó numerosos artículos en castellano y en gallego en periódicos de La Habana.
Otras obras del autor:
- "As Campanas de Duxame" lo publica en Cádiz en 1906, en la "Imprenta de la Revista Médica" y se trata de un folleto de 18 hojas dedicado a as alumnas de los colegios y escuelas de Galicia. Únicamente está en gallego el poema dedicado a las campanas de Duxame. Al final viene una relación de obras publicadas por el mismo autor:
- Los voluntarios de la Isla de Cuba.- libro premiado de R.O., previo informe de S.A. el Consejo de Estado.
- Semblanzas Caballerescas o Nuevas aventuras de D. Quijode de la Mancha.- Libro novelesco, alusivo al maremagnum político-administrativo que impera en Cuba
- Los Montepíos civiles y militares.- folleto premiado de R.O. previo informe del Consejo Supremo de Guerra y Marina
- La gran romería de S. Cristóbal.- folleto
- Reflejos de la vida militar.- libro premiado de R.O. previo informe de la Junta Consultiva de Guerra y Marina (es autobiográfico y en él cuenta como ingresa en el Regimiento Inmemorial del Rei en 1862, su vida en el cuartel, su viaje a Cuba e incluso una pequeña visita a su tierra natal 12 años más tarde)
- Los créditos y abonarés del Ejército de Cuba.- folleto
- Camiño de Santiago.- comedia en gallego
- Campaña da Caprecórnega.- novela en gallego, alegórica de la política que, á juicio de autor, debió imperar en las guerras coloniales.
- Política Militar y Civil.- Libro aclaratorio, aunque indirecto, de aquella novela, premiado de R.O. previo informe de la Junta Consultiva de Guerra y Marina

Hizo un resumen de los sucesos históricos y políticos de a campaña de Santo Domingo, por encargo del Capitán General de Cuba, Sr R. Blanco, con destino al Teniente General Sr. Gándara, el cual sirvió de base para la obra que éste publicó titulada "Anexión y Guerra de Santo Domingo"
Colaboró en el primitivo Reglamento de la Sociedad de Beneficencia de naturales de Galicia, en La Habana, publicando varios artículos en el Diario de la Marina en pro de tan benéfica idea.
Todos estos libros y algún otro se encuentran en la Biblioteca Nacional de España.
- Datos: Q9025294
- Multimedia: Luis Otero Pimentel / Q9025294